# Артынка
Артынка — река в Муромцевском районе Омской области России. Устье реки находится в 1575 км от устья по правому берегу Иртыша. Длина реки составляет 34 км.

## Данные водного реестра
По данным государственного водного реестра России относится к Иртышскому бассейновому округу, водохозяйственный участок реки — Иртыш от впадения реки Омь до впадения реки Ишим, без реки Оша, речной подбассейн реки — бассейны притоков Иртыша до впадения Ишима. Речной бассейн реки — Иртыш.